# Крайпе, Генрих
Карл Генрих Георг Фердинанд Крайпе (нем. Karl Heinrich Georg Ferdinand Kreipe; 5 июня 1895, Гроссенерих — 14 июня 1976, Нортхайм) — немецкий генерал, в годы Второй мировой войны похищенный британскими агентами на Крите совместно с местными партизанами в апреле 1944 года.

## Биография

### Ранние годы
Родился в Гроссенерихе (тогда Нидершпир), Тюрингия. В годы Первой мировой войны вступил в армию, в декабре 1915 года получил звание лейтенанта. После войны вступил во фрайкор, в октябре 1919 года зачислен в рейхсвер. К 1939 году дослужился до звания полковника.

### Вторая мировая
Командовал 209-м пехотным полком при 58-й пехотной дивизии во время битвы за Францию. Во время операции «Барбаросса» в составе группы армий «Север» участвовал в продвижении к Ленинграду, за что был награждён Рыцарским крестом Железного креста 13 октября 1941. В мае 1942 года покинул фронт и вернулся в Германию, где занимал некоторые административные должности. В июне-октябре 1943 года воевал снова на Восточном фронте, командовал 79-й пехотной дивизией. 1 марта 1944 назначен командиром 22-й пехотной дивизии вместо генерала Фридриха Вильгельма Мюллера.

### Похищение
Весной 1944 года союзники разработали план похищения генерала Мюллера, печально прославившегося как «критский мясник». Руководителем операции был назначен майор Патрик Ли Фермор при помощи капитана Уильяма Стэнли Мосса, греческих агентов Управления специальных операций и греческих партизан Крита. Пока шёл план разработки, Мюллер покинул остров, и фактически объектом похищения стал Крайпе, но ни англичане, ни немцы не догадывались о том, кто будет похищен.

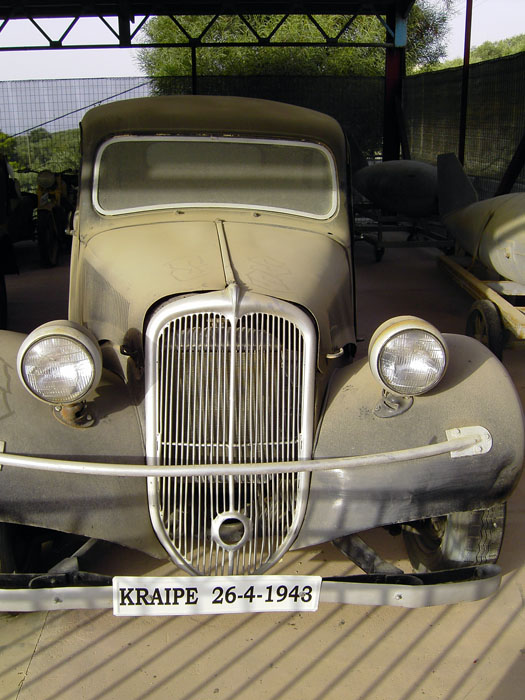
Автомобиль Генриха Крайпе

Ночью 26 апреля Крайпе покинул свою штаб-квартиру в городе Арханес и отправился без сопровождения в свой хорошо защищённый дом «Вилла Ариадни» (5 км от Ираклиона). Фермор и Мосс, одетые в форму фельджандармерии вермахта, ожидали его на расстоянии пяти километров от виллы. Крайпе вёл свой автомобиль к вилле, когда его остановила полиция по поводу проверки документов. Фермор, когда машина остановилась, быстро открыл дверь и, угрожая пистолетом, скрутил Крайпе, пока Мосс садился за руль. Около Арханеса был установлен памятный знак в честь этого события.
Через полтора часа, проехав 22 блокпоста, Мосс привёл машину в Ираклион. Фермор, по одной из версий, сбежал с острова на подводной лодке. Мосс повёл своего пленника на юг острова, стараясь избегать встреч с немецкими патрулями (их внимание старались отвлекать греческие партизаны). В горах на юге Мосса и Крайпе забрал небольшой катер ML 842 под командованием Брайана Коулмана. 14 мая 1944 они прибыли в Египет. Крайпе был допрошен, после чего его отправили в лагерь военнопленных в Канаду, а затем в Уэльс, где он оставался и после войны.

### После войны
В 1947 году Крайпе был освобождён и вернулся на родину. В 1972 году на греческом телевидении генерал Крайпе встретился с Моссом и Фермором. Скончался в Нортхайме 14 июня 1976 года.

## Наследие
Уильям Стэнли Мосс в 1950 году написал рассказ «Встреча со злом при лунном свете» (англ. Ill Met by Moonlight), по которому был снят фильм в 1957 году (роль Крайпе сыграл Мариус Гёринг).